# Francisco Ferreira de Castro
Francisco Ferreira de Castro (Floriano, 28 de junho de 1923) é um advogado, professor, jornalista e político brasileiro que foi vice-governador do Piauí.

## Dados biográficos
Filho de Cristino Raimundo de Castro e Maria José Ferreira de Castro. Formou-se advogado pela Universidade Federal de Minas Gerais em 1948. Genro de Osvaldo da Costa e Silva, foi eleito deputado estadual pela UDN em 1950 e após migrar para o PTB elegeu-se vice-governador do Piauí na chapa de Gaioso e Almendra em 1954. Eleito suplente de deputado federal em 1958, exerceu o mandato mediante convocação e durante o governo Chagas Rodrigues foi diretor do Instituto de Águas e Energia Elétrica e depois procurador do Piauí junto ao Supremo Tribunal Federal.
Após fixar residência em Brasília figurou entre os fundadores do curso de Direito na Universidade de Brasília e da procuradoria-geral do Distrito Federal, instituição na qual aposentou-se. Presidente da seccional da Ordem dos Advogados do Brasil durante o governo do presidente Costa e Silva, regressou à vida política quando o Regime Militar de 1964 extinguiu o bipartidarismo e em 1986 foi candidato a senador por uma sublegenda do PTB, mas não conseguiu eleger-se.
Genro de Osvaldo da Costa e Silva, eleito vice-governador do Piauí em 1947.